# 대통령금배 전국고등학교축구대회
대통령금배 전국고교축구대회는 1969년부터 열리고 있는 전국 남자 고등학교 축구 대회이다.
1969년 대한민국 축구 국가대표팀이 멕시코 올림픽 본선 진출에 실패하고, 아시아 대회에서도 패배를 거듭하자 당시 대한민국 대통령인 박정희가 청소년들의 실력향상을 위해 개최한 대회이다.

## 역대 우승 팀 및 결승전 결과
| 횟수 | 연도   | 우승교                            | 결승전 결과   | 준우승교             |
| ---- | ------ | --------------------------------- | ------------- | -------------------- |
| 01회 | 1969년 | 동북고등학교                      | 1-0           | 한양공업고등학교     |
| 02회 | 1970년 | 경희고등학교                      | 2-0           | 경신고등학교         |
| 03회 | 1971년 | 대신고등학교                      | 2-1           | 한양공업고등학교     |
| 04회 | 1972년 | 중앙대 부속고등학교               | 2-1           | 한양공업고등학교     |
| 05회 | 1973년 | 대신고등학교                      | 6-2           | 영등포공업고등학교   |
| 06회 | 1974년 | 한양공업고등학교                  | 2-1           | 경희고등학교         |
| 07회 | 1975년 | 중동고등학교                      | 5-2(PK)       | 부산상업고등학교     |
| 08회 | 1976년 | 청구고등학교 전남기계공업고등학교 | 2-2(공동우승) |                      |
| 09회 | 1977년 | 대신고등학교                      | 1-0           | 한영고등학교         |
| 10회 | 1978년 | 동아고등학교                      | 1-0           | 대전상업고등학교     |
| 11회 | 1979년 | 동아고등학교                      | 6-3(PK)       | 안양공업고등학교     |
| 12회 | 1980년 | 청구고등학교                      | 1-0           | 마산공업고등학교     |
| 13회 | 1981년 | 대전상업고등학교                  | 2-0           | 한양공업고등학교     |
| 14회 | 1982년 | 금호고등학교                      | 2-0           | 중동고등학교         |
| 15회 | 1983년 | 창신공업고등학교                  | 1-0           | 부산상업고등학교     |
| 16회 | 1984년 | 강릉상업고등학교                  | 1-0           | 숭신공업고등학교     |
| 17회 | 1985년 | 청구고등학교                      | 3-2           | 거제고등학교         |
| 18회 | 1986년 | 동북고등학교                      | 3-2           | 대신고등학교         |
| 19회 | 1987년 | 거제고등학교                      | 1-0           | 문일고등학교         |
| 20회 | 1988년 | 숭신공업고등학교                  | 2-0           | 청주상업고등학교     |
| 21회 | 1989년 | 동국대 부속고등학교               | 2-1           | 숭실고등학교         |
| 22회 | 1990년 | 거제고등학교                      | 2-0           | 풍생고등학교 축구부  |
| 23회 | 1991년 | 용문고등학교                      | 3-2           | 강동고등학교         |
| 24회 | 1992년 | 청주상업고등학교                  | 2-1           | 동래고등학교         |
| 25회 | 1993년 | 남강고등학교                      | 1-0           | 진주고등학교         |
| 26회 | 1994년 | 안양공업고등학교                  | 2-0           | 대신고등학교         |
| 27회 | 1995년 | 배재고등학교                      | 2-0           | 운봉공업고등학교     |
| 28회 | 1996년 | 이천실업고등학교                  | 3-2           | 동래고등학교         |
| 29회 | 1997년 | 부평고등학교                      | 1-0           | 동래고등학교         |
| 30회 | 1998년 | 안동고등학교                      | 12-11(PK)     | 포항제철공업고등학교 |
| 31회 | 1999년 | 금호고등학교                      | 5-4           | 대신고등학교         |
| 32회 | 2000년 | 포항제철공업고등학교              | 2-1           | 강릉상업고등학교     |
| 33회 | 2001년 | 부평고등학교                      | 1-0           | 광양제철고등학교     |
| 34회 | 2002년 | 금호고등학교                      | 2-1           | 안양공업고등학교     |
| 35회 | 2003년 | 광양제철고등학교                  | 1-0           | 풍생고등학교         |
| 36회 | 2004년 | 부평고등학교                      | 4-1(PK)       | 보인정보산업고등학교 |
| 37회 | 2005년 | 유성생명과학고등학교              | 3-0           | 강릉농공업고등학교   |
| 38회 | 2006년 | 수원공업고등학교                  | 5-4(PK)       | 중동고등학교         |
| 39회 | 2007년 | 장훈고등학교                      | 3-1           | 보인정보산업고등학교 |
| 40회 | 2008년 | 언남고등학교                      | 3-0           | 풍생고등학교         |
| 41회 | 2009년 | 광운전자공업고등학교              | 6-5(PK)       | 장훈고등학교         |
| 42회 | 2010년 | 과천고등학교                      | 2-1           | 현대고등학교         |
| 43회 | 2011년 | 현대고등학교                      | 1-0           | 안동고등학교         |
| 44회 | 2012년 | 수원공업고등학교                  | 3-2           | 보인고등학교         |
| 45회 | 2013년 | 보인고등학교                      | 3-1           | 매탄고등학교         |
| 46회 | 2014년 | 언남고등학교                      | 1-1(PK 6-5)   | 보인고등학교         |
| 47회 | 2015년 | 포항제철고등학교                  | 1-1(PK 5-3)   | 개성고등학교         |
| 48회 | 2016년 | 부평고등학교                      | 3-2           | 신갈고등학교         |
| 49회 | 2017년 | 부평고등학교                      | 3-0           | 배재고등학교         |
| 50회 | 2018년 | 보인고등학교                      | 4-3           | 부평고등학교         |
| 51회 | 2019년 | 부평고등학교                      | 1-0           | 초지고등학교         |
| 52회 | 2020년 | 중앙고등학교                      | 3-1           | 통진고등학교         |

## 역대 최우수선수 및 득점왕 수상자
| 회수 | 연도   | 최우수선수상        | 득점왕                                               |
| ---- | ------ | ------------------- | ---------------------------------------------------- |
| 01회 | 1969년 |                     |                                                      |
| 02회 | 1970년 |                     |                                                      |
| 03회 | 1971년 | 홍황표 (한양공고}   |                                                      |
| 04회 | 1972년 | 김은규 (중대부고)   | 없음                                                 |
| 05회 | 1973년 | 김희태 (대신고)     | 이종설 (중동고)                                      |
| 06회 | 1974년 | 박종원 (경신고)     | 없음                                                 |
| 07회 | 1975년 | 이성용 (중동고)     | 없음                                                 |
| 08회 | 1973년 | 김동윤 (전남기공고) | 없음                                                 |
| 09회 | 1977년 | 조병득 (서울체고)   | 장외룡 (경성고)                                      |
| 10회 | 1978년 | 김재수 (동아고)     | 박혜성 (신흥실고)                                    |
| 11회 | 1979년 | 왕선재 (동아고)     | 정환식 (한양공고)                                    |
| 12회 | 1980년 | 이흥실 (마산공고)   | 변병주 (청구고)                                      |
| 13회 | 1981년 | 박해철 (대전상고)   | 없음                                                 |
| 14회 | 1982년 | 오승석 (금호고)     | 박양하 (창신공고)                                    |
| 15회 | 1983년 | 김홍운 (창신공고)   | 신연호 (금호고)                                      |
| 16회 | 1984년 | 설대철 (강릉상고)   | 조인수 (강릉상고)                                    |
| 17회 | 1985년 | 이수철 (청구고)     | 박창현 (청구고)                                      |
| 18회 | 1986년 | 장용순 (동북고)     | 최종호 (동북고)                                      |
| 19회 | 1987년 | 김장근 (거제고)     | 서정원 (거제고)                                      |
| 20회 | 1988년 | 박용경 (숭신공고)   | 이재영 (숭신공고)                                    |
| 21회 | 1989년 | 최문식 (동대부고)   | 최문식 (동대부고)                                    |
| 22회 | 1990년 | 정치균 (거제고)     | 이정우 (마산공고)                                    |
| 23회 | 1991년 | 김우택 (용문고)     | 유정완 (대륜고)                                      |
| 24회 | 1992년 | 이운재 (청주상고)   | 홍종경 (청주상고)                                    |
| 25회 | 1993년 | 이호성 (남강고)     | 이호성 (남강고), 송병수 (이리고)                     |
| 26회 | 1994년 | 김병조 (안양공고)   | 이성재 (대신고), 정상남 (대신고)                     |
| 27회 | 1995년 | 이형주 (배재고)     | 김요환 (운봉공고)                                    |
| 28회 | 1996년 | 문변모 (이천실고)   | 현유천 (동래고)                                      |
| 29회 | 1997년 | 서기복 (부평고)     | 이정욱 (영등포공고), 정주하 (문일고)                 |
| 30회 | 1998년 | 이중규 (안동고)     | 안홍찬 (경신고)                                      |
| 31회 | 1999년 | 강민호 (금호고)     |                                                      |
| 32회 | 2000년 |                     |                                                      |
| 33회 | 2001년 | 김정우 (부평고)     |                                                      |
| 34회 | 2002년 | 고창현 (금호고)     | 정조국 (대신고)                                      |
| 35회 | 2003년 | 최재영 (광양제철고) | 김영철 (풍생고)                                      |
| 36회 | 2004년 | 최기용 (부평고)     | 박주영 (청구고), 김제환 (경남정보고)                 |
| 37회 | 2005년 | 이용래 (유성생과고) | 임성택 (유성생과고) 김동민 (강릉농공고)              |
| 38회 | 2006년 | 황민 (수원공고)     | 이현우 (수원공고) 고광민 (동대부고), 최동호 (남강고) |
| 39회 | 2007년 | 윤동민 (장훈고)     | 김명철 (보인정산고)                                  |
| 40회 | 2008년 | 김민우 (언남고)     | 최정한 (언남고)                                      |
| 41회 | 2009년 | 홍진기 (광운전공고) | 장세영 (서울체고)                                    |
| 42회 | 2010년 | 송주호 (과천고)     | 한빛 (과천고)                                        |
| 43회 | 2011년 | 윤정민 (현대고)     | 없음                                                 |
| 44회 | 2012년 | 곽성욱 (수원공고)   | 송시우 (수원공고)                                    |
| 45회 | 2013년 | 양성식 (보인고)     | 방찬준 (매탄고)                                      |
| 46회 | 2014년 | 양태렬 (언남고)     | 황희찬 (포철고)                                      |
| 47회 | 2015년 | 이상기 (포철고)     | 김경우 (포철고)                                      |
| 48회 | 2016년 | 김준범 (부평고)     | 박성민 (부평고)                                      |
| 49회 | 2017년 | 김범준 (부평고)     | 김인균 (중대부고)                                    |